# Фэншоу, Дэвид Артур
Дэвид Артур Фэншоу (19 апреля 1942, Девон — 5 июля 2010, Уилтшир) — британский композитор и этномузыковед, полевой исследователь-любитель. Он работал на стыке этнической и классической европейской музыки.
Его музыка звучит более чем в 50 художественных и документальных фильмах. Его наиболее известное сочинение — хорал 1972 года African Sanctus, совместивший темы латинской мессы с африканской музыкой и пением муэдзина.
Записи, которые он делал во время своих полевых исследований по всему миру, также использовались в кино, в том числе в фильме «Семь лет в Тибете».

## Биография
Отец Фэншоу был заслуженным артиллерийским офицером. Его рассказы о военной службе в Индии воспитали у сына интерес к дальним странам и культурам. В школе он стал заниматься музыкой, но его дислексия помешала ему стать певчим, и он стал заниматься фортепиано.
Дэвид Фэншоу начал свою взрослую карьеру в Лондоне в качестве музыканта и монтажера в небольшой кинокомпании, специализировавшейся на документальных фильмах. В 1965 году Фэншоу выиграл стипендию на обучение в Королевском музыкальном колледже, где изучал композицию под руководством композитора Джона Ламберта. Во время отпусков он путешествовал по Европе и Ближнему Востоку. Проведя лето в путешествии автостопом по Афганистану, он в первый раз услышал исламскую музыку и был очарован ею. Во время своих дальнейших путешествий в Ираке и Бахрейне он записал значительное количество традиционной музыки.
По окончании учебы в 1969 году Фэншоу отправился в путешествие в Африку от Средиземного моря, посетил Египет, Судан, Уганду и Кению, и на третий год путешествия достиг озера Виктория. Прихватив с собой маленький стереомагнитофон, он просил местных музыкантов сыграть для него. Вернувшись в Великобританию в 1972 году с сотнями часов полевых записей, Фэншоу использован их, чтобы создать своё наиболее известное произведение, African Sanctus. После выхода African Sanctus он стал широко известен как хоровой композитор.
Кроме вокальных произведений, он также написал музыку к более чем 50 фильмам и телевизионным постановкам. Его полевые записи использовались в многочисленных документальных, а также в художественных фильмах, включая «Лунные горы», «Лоскутное одеяло», «Банды Нью-Йорка» и «Семь лет в Тибете».
За десятилетнее путешествие по островам Тихого океана, начатое в 1978 году, он собрал несколько тысяч часов записей музыки Полинезии, Микронезии и Меланезии в журналах и фотографии. Они стали ядром «Коллекции Фэншоу», содержащей 2 000 часов музыки и 60 000 изображений. В 2007 году композиция, основанная на этом материале, Pacific Song, была представлена в Майами. Это была первая законченная часть хорала Pacific Odyssey, новой хоровой работы, которая отличалась ещё более эпическим размахом, чем African Sanctus, но не была завершена им по причине смерти.
В 2007 году Дэвид Фэншоу получил почетную степень доктора музыки от Университета Западной Англии за выдающийся вклад в музыку. Он также был удостоен стипендии Черчилля.
Он жил в окрестностях Рамсбери в графстве Уилтшир в Англии, и умер 5 июля 2010 года от инсульта.

## Избранные работы
- African Sanctus, a work for soprano alto tenor and bass choir, soloists, percussion and tapes
  - from which The Lord's Prayer is also performed separately
- When the Boat Comes In - television score
- Flambards - television score
- The Feathered Serpent - television score
- Dona Nobis Pacem - A Hymn for World Peace
- Dover Castle
- Requiem for the Children of Aberfan
- The Awakening for cello or viola and piano
- Planet Earth - Fanfare and March
- Serenata
- Pacific Song - Chants from the Kingdom of Tonga